# 聲之形
《聲之形》是由大今良時創作的日本漫畫作品，於講談社雜誌《週刊少年Magazine》2013年第36·37合併號起開始連載，2014年第51號完結。單行本全7卷。劇情講述石田將也在小學時欺負聽障轉學生西宮硝子，事情鬧大後成為眾矢之的，導致他直至高三都拒絕著外界。在尋死之前，將也想要去找硝子，將重要的東西還給她。
本作的前身是大今出道前在2008年畫的單篇漫畫，投稿後贏得講談社新人獎，但考量到殘障霸凌爭議題材而未能發表。經由雜誌編輯長的爭取，編輯部與全日本聾啞聯盟多次商議，最後在《别冊少年Magazine》2011年2月號刊出單篇。單篇得到廣大迴響，大今也開始準備《聲之形》的連載。連載版的第一話以單篇形式在《週刊少年Magazine》2013年第12號刊載，曝光度更勝以往，隨即宣布將正式連載。
本作獲得大量好評，陸續榮獲2014年度Natalie漫畫大獎第1名、《這本漫畫真厲害！2015》男生組第1名和「漫畫大賞2015」第3名，以及第19屆手塚治虫文化獎新生獎。截止2016年9月，本作的單行本銷量已突破300萬冊。動畫化消息於雜誌2014年51號和漫畫最終話同步發表，《電影版 聲之形》由京都動畫製作，已於2016年上映。

## 劇情大綱
《聲之形》的故事背景設定在現代日本，講述少年石田將也與同齡聽障少女西宮硝子的人生經歷。將也是個頑皮的小學生，平常習慣把心思都花在不讓自己無聊上，到處玩鬧冒險。隨著夥伴漸漸有別的事情要做，將也感到無聊，於是欺負起轉學來的聽障少女西宮硝子。硝子的家長因助聽器多次毀壞而向學校通報，同樣參與或漠視霸凌行為的同學將責任全推到將也身上。不甘的將也試圖將其他人招出但不果，還弄哭了女同學川井。該事件後，將也遭到了其他同學的排擠，且原先的兩個朋友島田與廣瀨也反過來帶頭欺凌將也。將也與硝子無法互相理解，大打一架之後硝子就轉學了。七年後將也已經是高中生，因有霸凌他人的前科而遭受同學的排擠，於是選擇將自己孤立，最終萌生自殺的念頭。將也決定在輕生前歸還硝子小學時的筆記本，請求她的諒解。兩人見面時，將也將小學時硝子丟失的筆談筆記本還給她，用手語對硝子道歉，並表示想與她當朋友，使硝子頗為吃驚。兩人一起去橋上餵魚，並約好下次再見面，將也的自殺念頭也消失了。
回到學校，將也想改變自己，於是熱心地幫了被欺負的同學永束友宏，兩人最後萌生了友誼。將也再去找硝子時，遭到自稱是硝子的男友的少年結絃阻止。之後結絃蹺家，被將也發現。將也對結絃表達自己想彌補硝子的決心，獲得了他的信任。後來硝子在道謝時揭露其實結絃是她的妹妹而非男友。後來，將也陪著硝子一同拜訪以前的小學同學佐原美世子，途中將也偶遇小學女同學植野直花，談論了以前的事。將也開始反省他和硝子的關係，想要更了解彼此。硝子鼓起勇氣向他告白，但由於發音問題而未能傳達。
在學校，將也的同學真柴智和川井也加入了硝子一行人，並一起到遊樂園玩。在遊樂過程中，將也久違地感到與朋友在一起的快樂，卻因為偶遇島田而勾起不好回憶。另一方面，結絃偷錄了植野和硝子的私談，談話中植野把將也遭遇的種種不幸全部歸咎在硝子身上。不久後，在永束的帶頭下，眾人開始拍電影，雖然中途出現過分歧，但最後總算上了正軌。但好景不常，拍片期間將也接觸到自己的過往而變敏感，不小心刺激到川井，讓她在班上公開將也過去霸凌硝子的事，震驚了不知情的真柴和永束。眾人聚集在橋上爭論，甚至互揭瘡疤，最後將也選擇承擔一切指責。一段時間後，硝子的祖母過世，將也為了讓硝子打起精神，而強顏歡笑地和她到處遊覽，硝子察覺到他的不對勁，並覺得都是自己害的。
夏天，將也與硝子一同前往煙火大會，硝子中途離開。將也幫結絃拿東西而走進房裡時，發現硝子正準備跳樓，將也為了救她而跌到樓下的河裡，被島田發現。將也昏迷期間，硝子試圖修復眾人的關係，並因夢到將也和他告別而跑到河邊泣不成聲。奇蹟醒來的將也在河邊找到硝子，告訴她，以前他也曾自責到想輕生，但現在他希望硝子能幫他活下去。出院後將也發現，在他為了救硝子而墜樓昏迷後，眾人對他的看法逐漸改變，以前譴責將也的人也對他改觀。將也與朋友們一同參加學校的學園祭，放下自己與外界的隔離。一段時間後，大家各自追逐自己的夢想，將也與硝子也面臨出路的抉擇。畢業後兩人各奔東西，在2年後的成年禮上重逢，牽著手推開通往小學會場的門。

## 登場人物

### 主角
石田將也（聲：入野自由／松岡茉優〈小學生〉（日本）；鍾少庭／雷碧文〈小學生〉（台灣））
本作男主角。初登場時就讀水門小學6年級。小學時期受到姐姐的影響，認為人生就是一場跟無聊的戰鬥，所以經常與好友島田一旗和廣瀨舉行試膽大會，即是從橋上跳到河裏。後來島田和廣瀨因學業因素而相繼退出試膽大會，正當將也感到自己快要敗給無聊的時候，有聽覺障礙與不擅言語的西宮硝子轉校到將也班上。
起初只是以針對硝子的聽覺障礙為樂，繼而因為覺得硝子的存在會為班級帶來混亂而感到相當反感，更變本加厲的不時在班上帶頭欺負硝子。因為毀損了硝子8個助聽器招致硝子母親向校方投訴反映，老師和班上同學將責任推到他身上而被迫獨自擔負起賠償責任（總值170萬日圓），並從此成了原本要好的同學反過來欺凌的對象。爾後誤解了硝子對他的善意而與之爭吵打架害得硝子再度轉校。在硝子轉校後才發現硝子之前一直有為被欺凌的他抹掉桌上塗鴉而對自己所作所為感到後悔。
中學時，因小學霸凌的事件受到同學的排斥，就讀東地高中時也選擇自己孤立自己，最後產生了想自殺的想法。為了在死前向硝子表達悔意，最後找到了硝子的平常去的手語教室，見到了硝子並歸還小學時期用來筆談的筆記本，潛意識對硝子表示想與她成為好友，不知不覺也打消了想自殺的念頭。在與硝子重逢後開始思考「朋友」的定義，並和永束和真柴成為朋友。其後因為硝子的關係與以前小學時的同學再次交流一起製作電影，但卻因為小學時種種原因和大家的關係惡化。
其後與硝子一家人參與煙火大會，並救起了想自殺的硝子而令自己墜樓昏迷。在昏迷後他於某星期二的晚上夢見了小學時自己和健全的硝子成為朋友，過著一帆風順的生活，然而他馬上從這夢境中醒來前往到每星期二和硝子見面的橋上。同時硝子亦前往橋上獨自哭泣，兩人心有靈犀的在橋上會面。在橋上兩人坦白心聲，將也得知硝子認為自己破壞了將也和大家之間的友情而自殺，將也不希望她為了以前的事情傷害自己，希望硝子能給他活下去的勇氣從小學時對硝子所做的過份事情中得到救贖。最終硝子亦答應了他的請求，兩人亦終於得到救贖。
在傷癒後他再次回到學校並向眾人道歉和坦白心聲，最終得到他們的諒解並一起參與文化祭，這時將也終於正視別人，開始新的人生。後來將也得知硝子的夢想後曾一度打算阻止她前往東京，但在朋友和母親的開導下決定不再阻止，並決定繼承家業與硝子一同成為理容師，兩年後在成人式上與硝子重逢，兩人牽著手充滿希望的進入小學會場一起面對過去和未來。
西宮硝子（聲：早見沙織（日本）；曾莉婷（台灣））
本作女主角，生日6月7日。小學時因為被霸凌而轉校到男主角將也班上的聽障少女。有著先天聽覺障礙，因為聽障的缺陷發聲能力並不靈活（作品中有發聲數次但發音不標準），嘗試以手語與筆談向班上同學交流，仍遭班上同學排擠孤立。
因為日常經歷了交流的困難和失敗，為了避免和別人發生摩擦，和藹可親的笑容成了習慣，但仍非常期望能同他人交流溝通、交朋友、和睦相處。待人温和體貼，很珍重友情，卻不能完全接納有着障礙的自己。平時喜歡把愛用的東西一直留在身邊、隨時可拿取。
經常被將也合夥同班上同學欺負，直到助聽器毀損賠償問題發生，將也被迫獨自擔負賠償責任後，欺負情況才稍微緩和但仍處於孤立，爾後將也誤解她的善意而互相打架，也因此再度轉校，交談用的筆記本被將也惡意掉進池時也因為自己沒能和同學們成為好朋友而沒有拾回，更一度放棄了對結交朋友的期待。
在升上高中後生活過得很平順，在學校也交到許多朋友，後來在手語教室與將也再度相會，對將也來找她還回以前的筆記本與學會手語溝通的事感到驚訝，並表示感到高興，也因此拾回了對結交朋友的期待。在與將也重逢後被他想為小學時所做的事贖罪而以誠相待漸漸喜歡上將也。
之後在將也的努力下開始和以前小學時的同學再次交流一起製作電影，但卻因為小學時種種原因令將也和大家的關係惡化。她因為覺得是自己的錯而再次破壞了將也和大家之間的友情所以在煙火大會當晚選擇自殺，幸得被將也所救，但同時也使將也墜樓昏迷。
在將也昏迷期間重新審視自己和大家的關係，希望代替將也與大家和好繼續製作電影。隨後在某星期二的晚上想到小學時至現在的回憶，並夢見了將也向她道歉並準備前往另一個世界，她驚醒後馬上前往每星期二和將也見面的橋上獨自哭泣。同時在醫院的將也亦醒來前往橋上，兩人心有靈犀的在橋上會面。
在橋上兩人坦白心聲，將也不希望她為了以前的事情傷害自己，希望她能給將也活下去的勇氣從小學時對硝子所做的過份事情中得到救贖。最終她亦答應了將也的請求，兩人亦終於得到救贖，也不再刻意以髮型遮蓋耳朵，正式接納了自己的障礙。
後來她為了自己的夢想前往東京，在尊敬的老師店內一邊學習一邊考取理容師證明，兩年後在成人式上與將也重逢，兩人牽著手進入小學會場一起面對過去和未來。

### 小學
植野直花（聲：金子有希（日本）；李明幸（台灣））
將也小學時的同班女同學，也是少數和將也談的來的女生。對硝子反感的同學之一，指出將也該負起助聽器賠償問題的同學之一，事件過後與將也關係逐漸疏遠。
中學與將也同校，高中則與佐原同校，爾後與將也再次相遇時表示中學時期就想與將也說話，其實一直喜歡著將也。之後因為川井的關係加入了電影製作負責戲服設計，在遊樂場遊玩時與硝子坐上摩天輪談話後，認為硝子沒有與她和好的意向而扇了硝子一巴掌。後來在製作電影期間，卻因為小學時的種種原因使將也和大家的關係惡化，雖然指出川井沒有資格指責小學時將也的所作所為，但亦被將也指她五十步笑百步，因而痛哭離開。
在將也墜樓昏迷期間，因為不甘他為了硝子受傷而對硝子拳打腳踢，在硝子寄給她的信聽到硝子雖然因為受到欺凌感到很悲傷，但一直以來都為了不拂逆他人的心情，以及希望結絃不再因為硝子自己的過錯導致被人欺凌而強顏歡笑。在將也一直昏迷的期間她每天都到醫院來探望並且照顧他，之後某天下雨時重新審視自己和大家的關係後，被硝子送回家並將島田的電郵地址交給她而與她和好。當硝子決定了夢想後，告訴將也墜樓時其實是島田和廣瀨救起了他，並為小學時疏遠及欺凌將也和硝子一事道歉。
高中畢業後和佐原一同前往東京，並於兩年後開始著手自己的服飾品牌。
佐原美世子（聲：石川由依（日本）；楊慧玉（台灣））
將也小學時的同班女同學，臉上有雀斑特徵，自願幫助硝子的課業而遭班上同學排擠，因此有一段時間沒登校上課（待在保健室登校），到畢業式才出席。高中時與植野就讀同一個女校，身高比將也高。
因為硝子的委託，被將也邀請和硝子見面，將也告訴了她，硝子曾經被他欺凌過但後來選擇原諒他，並開始一起製作電影。之後在製作電影期間卻因為小學時種種原因使將也和大家的關係惡化。之後她一直思考如何證明自己已經改變了及重新審視自己和大家的關係，繼續為電影製作戲服並希望自己能一直繼續地改變下去。
高中畢業後和直花一同前往東京，並於兩年後開始著手自己的服飾品牌。
川井美樹（聲：潘惠美（日本）；林慕青（台灣））
將也小學時的同班女同學與班長，外型給人是典型乖巧般模範生形象，指出將也該負起助聽器賠償問題的同學之一。與直花為好友，暱稱直花為「小直（なおちゃん）」。一樣就讀東地高中，與將也同班。
因為喜歡真柴智而想和將也打好關係，後來更邀請直花參與電影製作，然而在製作電影期間因為將也問她是否告訴過別人自己曾經欺凌過硝子後在班上道出將也的過去，並在橋上指責將也要是害怕別人說閒話，一開始就不應該欺凌硝子，結果這件事令將也和大家的關係惡化。
在將也墜樓昏迷後要求班上的同學摺千紙鶴探望他，但其後發現同學們在她背後說三道四，說她是個令人噁心的人後開始重新審視自己和大家的關係，並在醫院中擁抱著硝子告訴她要勇敢地生存下去後與她和好。
島田一旗（聲：西谷亮／小島幸子〈小學生〉（日本）；林谷珍／楊慧玉〈小學生〉（台灣））
將也小學時的同班男同學，將也被迫獨自擔負助聽器賠償責任之後，帶頭排擠將也，亦是導致將也對人際交流障礙的元兇。
在高中時將也與硝子等人在遊樂場遊玩時透過直花和將也重逢，但他反而指直花不必多管閒事。在將也墜樓時與廣瀨一同救起他，之後協助將也他們的電影製作音樂。但評審的評價相當差，對將也表示沒必要獲得那種廢物評審的認同。
高中畢業後前往法國進修音樂。
廣瀨啓祐（聲：增元拓也／武田華〈小學生〉（日本）；翁瑞陽／曾莉婷〈小學生〉（台灣））
將也小學時的同班男同學，事件後與島田合伙排擠將也。
在將也墜樓時與島田一同救起他。在數年後的成人式已成為人父，與妻兒一同進入小學會場。
竹內（聲：小松史法（日本）；林谷珍（台灣））
將也小學時的班級主任。以前漠視硝子被欺凌一事，是個對學生的教學態度是“只要做到老師的最低本分就好”，學習好壞品行培養都不想去管，只要這群學生別鬧出一些大事情給自己造成麻煩之類的。西宮轉來水門國小後，竹內老師當然沒有因為西宮的事情改變心態，不但沒有幫助西宮還認為她是個麻煩，把燙手山芋丟給同學們。直到石田開始欺負西宮，他才擔心事情鬧大而特別叮嚀石田的舉止，直到有一次老師跟石田脫口說了心裡話，認為石田跟他自己一樣都覺得西宮是個麻煩，所以他“理解”石田的行動，因此實際上竹內並沒有要管教霸凌的意思，只是警告石田別做的太過火而鬧大影響自己。
喜多（聲：武田華（日本）；林慕青（台灣））
在短篇重制版中登场。將也小學時的女教師。負責音樂課目。自身不會手語，但鼓勵將也班上的學生一起學手語幫助硝子。在周刊连载版中修改为“聆听教室”（日本学校中帮助听障儿童的辅助教室）的教师，和音乐教师（无名称）非同一人。
校長（聲：不明（日本）；黃天佑（台灣））
將也小學時的學校校長。

### 高中
永束友宏（聲：小野賢章（日本）；黃天佑（台灣））
高中篇登場。將也高中時的同班男同學，特徵是一頭似阿福柔頭髮型體態豐滿，對將也曾幫他解圍表示感激，視將也為知己般而大力幫助。在將也煩惱「朋友」的定義時告訴他友情有著超越語言和理由的地方，其後開始與將也和其他朋友一同製作電影，然而在製作電影的期間因為小學時種種原因將也和大家的關係惡化。
其後在將也昏迷期間遇見了前來探望的硝子，從開解她的對話中得知她選擇自殺的真相後決定接受硝子的請求繼續製作電影。在將也醒來後參加了文化祭並與他言歸於好，決定畢業後要就讀電影專業而努力地說服父母。
真柴智（聲：豐永利行（日本）；翁瑞陽（台灣））
高中篇登場。將也高中時的同班男同學，外型帥氣而受女同學青睞。小學時期也曾因為眉毛太粗而被霸凌過，所以非常看不慣那些霸凌的人，亦因此認為只要他不奇怪的話就不會被人欺凌。
成為將也的朋友後主動加入電影製作。後來前往將也的小學時遇見竹內老師，對他以前漠視硝子被欺凌一事感到不滿而向他撥水，其後在學校裡問將也硝子被欺凌的原因使將也感到害怕而令將也在班上質問川井，事後得知事情的真相後在橋上揍了將也一拳。他主動和將也成為朋友的原因是因為他認為與將也相比之下他很普通，和他一起就會有一種普通人的真實感。直到他看見將也為硝子努力地改變以至墜樓昏迷，開始反思並覺得自己的想法愚蠢後，再次前往將也的小學向竹內老師道歉並被他允許在小學拍攝。在將也醒來後參加了文化祭並與他言歸於好，雖然曾經打算成為老師但後來決定放棄，並在成人式上透露仍然未能找到自己的夢想，之後遇見了小學時期的同學而主動向他們打招呼。

### 親屬
西宮結絃（聲：悠木碧（日本）；雷碧文（台灣））
高中篇登場。硝子的妹妹。中學生，時常翹課。外形和言行舉止很像男生。第一人稱為「オレ」。起初為了不讓將也接近硝子，而假裝自己是硝子的男朋友，讓將也和永束誤以為結絃是男生，後來因為離家出走後受到石田誠心的照顧和拼命尋找硝子後開始對將也改觀。因為討厭母親的性格而經常與母親產生磨擦，因為祖母總是支持自己所以十分仰慕祖母，直至祖母過世，看了她的信得知母親的辛苦後，與母親的關係開始改善。
隨身帶著相機到處拍照，這是因為硝子在小學時被將也拋掉筆記本後回家向她透露想自殺，她為了讓硝子打消這念頭而不斷拍下一些動物屍體的照片，甚至將照片貼滿房間。在將也救下打算自殺的硝子後，認為即使這樣做也沒能讓硝子打消自殺的念頭而痛哭，並將所有照片撕下扔掉，與硝子一同正視問題。
最後開始前往學校上學並在將也的教導下成績進步，在初中畢業後上了直花和佐原就讀的高中。
石田美也子（聲：雪野五月（日本）；李明幸（台灣））
經營家庭理髮店的女店主，將也的母親。在番外篇曾幫助硝子理過頭髮。
後來為慶祝將也康復出院而邀請硝子的母親到家中作客並與她一起飲酒談天打破二人之間的隔閡而和好。
名字「美也子」僅在動畫電影中出現。大今讓動畫團隊自行取個有「ya」的名字。
西宮八重子（聲：平松晶子（日本）；楊慧玉（台灣））
硝子與結絃的母親。待人嚴謹且不苟言笑，但在其母親過世和得知硝子打算自殺時亦有流露出傷感的表情。和丈夫離婚後便與母親一起撫養硝子和結絃。在硝子小學時期受到欺凌期間亦是等著硝子希望她能自己解決問題，甚至希望想讓硝子打扮得成男生令她能堅強成長，結果反而被結絃誤會。直至其母親過世後，與結絃的關係開始改善。
當硝子和將也重逢後雖然曾經告訴他無論怎樣努力，硝子小學時期本應幸福的時光也不會回來，但亦開始接受將也的贖罪，在她母親過世時亦曾感謝將也與結絃成為朋友。在將也救起了打算自殺的硝子後前往醫院向將也的母親下跪道歉，之後因為看見硝子被直花拳打腳踢為保護女兒而與直花大打出手。後來在結絃撕下動物屍體的照片時，得知拍下這些照片是為了讓硝子打消自殺的念頭後在女兒們的面前痛哭。後來將也的母親為慶祝將也康復出院而被她邀請到家中作客，並與她一起飲酒談天打破二人之間的隔閡而和好。
名字「八重子」僅在動畫電影中出現。和將也的母親相同，大今讓動畫團隊自行取個有「ya」的名字。
將也的姐姐（聲：濱口綾乃（日本）；曾莉婷（台灣））
週刊連載篇登場。將也的姐姐，時常換男朋友。和母親不同出場率不高，作品中刻意不畫出長相。
石田瑪利亞（聲：鎌田英怜奈（日本）；林慕青（台灣））
日本人（將也的姐姐）與巴西人（偑多羅）混血的女幼童，將也的外甥女，就讀幼稚園。由於將也有時候會接她放學而被誤以為她是將也的女兒。
西宮糸（聲：谷育子（日本）；雷碧文（台灣））
高中篇登場。硝子與結絃的祖母，也是姐妹的理解者，結絃更是仰慕祖母。在過世前寫出一封信開導結絃並告訴她母親的感受，最終讓她們的關係開始改善。
佩多羅（聲：綿貫龍之介（日本）；林谷珍（台灣））
將也的姊夫，瑪利亞的親生爸爸，在小學篇與最終話登場過。
硝子的父親
高中篇回憶裡登場。性格自私且傲慢，因硝子的聽覺障礙關係與妻子離婚。
硝子的祖父母
高中篇回憶裡登場。硝子父方的祖父母。性格與兒子相同自私又傲慢。

## 連載經過

### 背景
大今良時出身於日本岐阜縣，從小就喜歡《週刊YOUNG JUMP》和《週刊少年Magazine》等青年漫畫雜誌上的作品，高中時下定決心要來畫漫畫。大今打算在高中畢業後盡快搬到東京去，想先趁著還有時間的時候將周遭的題材畫下來。她一邊打工一邊用新買的正規畫材繪製單篇漫畫《聲之形》。她認為這是只有在岐阜才畫得出來的漫畫，如果當時不畫，到了東京就沒辦法畫了。畫這篇作品對她而言也有「畢業」的涵義在。2008年，時年19歲的她高中畢業，藉著家庭旅遊到東京的時候，聽朋友的建議將單篇《聲之形》交給《週刊少年Magazine》的編輯部，最後入選第80屆漫畫新人獎，是唯二的入選作品，獎金有70萬日圓。因為得獎的關係，單篇原定於增刊《Magazine SPECIAL》2008年12月號上刊登，但編輯部判斷先天性障礙導致的霸凌行為是社會上難以克服的問題，因此最終沒有刊登。
大今之後因為出道作《殼中少女》而獲得讀者支持，看在眼裡的《別冊少年Magazine》編輯長朴鐘顯無法捨棄想讓讀者們看到《聲之形》的念頭。於是編輯部與全日本聾啞聯盟、講談社法律部門和律師多次協商，評估是否適合刊登，而全日本聾啞聯盟的回覆是「可以不用改內容」。於是，單篇版《聲之形》刊登在2011年1月8日發售的《別冊少年Magazine》2011年2月號。單篇得到讀者的廣大迴響，力壓雜誌的人氣連載《進擊的巨人》、《惡之華》和《奇想之國》，在讀者問卷調查中排名第一，以新人單篇而言可說是前所未見。
《殼中少女》於2012年6月号完結，大今也持續準備著《聲之形》的連載。大今畫的連載版第一話並沒有通過《週刊少年Magazine》的連載會議。連載會議上，編輯的看法共有「〇」「△」「×」三種，一般的情況下「△」會有很多，不過在討論《聲之形》時，編輯分成「〇」和「×」兩派。持「〇」的人認為漫畫很有趣，並稱刊載這種有社會意義的漫畫正是《週刊少年Magazine》的特點和優點。持「×」的人也承認《聲之形》優秀且有力，但畏懼於內容可能對人們造成的傷害。會議的結果是先將《聲之形》以單篇形式發表，試試水溫。
編集長將事情告訴大今，於是第一話便作為61頁的單篇發表於《週刊少年Magazine》2013年12號（2013年2月20日發售），名義為「重製版」（Remake），收錄一頁卷頭彩頁。刊載之前編輯部也請求全日本聾啞聯盟提供協力，並得到對方在監修方面的鼎力相助。法律部門和律師也讀過了漫畫，衡量將漫畫刊登出來的負面影響。《週刊少年Magazine》的一名編輯稱：「這真的是一部希望大家都能看到的作品，就算是看白書也無妨。」重製版刊出後人氣旺盛，責編原本擔心讀者讀了之後可能會受傷，不過大量讀者都給了正面的迴響。該期雜誌的實體銷量較上一期多出6萬份，在漫畫界相當少見，編輯部也接到許多來電，內容並非抗議，而是鼓勵和感謝。截止至出刊隔天18時，Twitter上已有4000多條相關推文，支持方和批評方的迴響都相當大，朴鐘顯則稱，傍晚過後看到對《聲之形》的批評意見反而讓他鬆了口氣，顯示讀者群有所突破。讀者反應讓連載得以實現，隔週發售的下一期雜誌（2013年13號）即宣布確定發展成連載。

### 連載過程
2013年6月12日，官方宣布《聲之形》將於同年8月7日發售的《週刊少年Magazine》2013年第36·37合併號起開始連載。《聲之形》首話共55頁，內含3頁的卷頭彩頁，並取得該期的封面版面，以該雜誌的新人新連載來說相當罕見。該期也刊載外界對《聲之形》連載的應援訊息，知名聲優神谷浩史是其中之一。8月20日發行的《Magazine SPECIAL》2013年9號刊載番外篇〈7個月前〉，後收錄在單行本第1卷當中。在《週刊少年Magazine》2014年第16號（2014年3月19日發售），大今於作者留言欄寫道「（本作）大約還有三卷」，同日朴鐘顯也在Twitter上透露本作的單行本預定共7卷。2014年5月20日發行的《Magazine SPECIAL》2015年6號刊載番外篇〈姊妹〉，後收錄在單行本第4卷當中。2014年8月4日，朴鐘顯在Twitter上宣布本作將於2014年第51號完結。本作的最終話刊載於2014年11月19日發售的2014年第51號，結束為期約1年又3個月的連載。最終話獲得中央彩頁的待遇，並同步宣布改編動畫的製作消息。2016年，改編劇場動畫《電影版 聲之形》上映，大今睽違2年繪製了加筆漫畫，作為入場特典。

## 創作

### 單篇時期
單篇的內容以作者大今的家鄉岐阜為背景、描繪發生在岐阜的經歷。在單篇版中，聽障轉學生西宮硝子受到石田將也的霸凌，一次石田的行為太過火，導致眾人將矛頭轉向他。西宮轉學後，石田察覺到老師的失職和自己的問題，於是勤學手語，數年後與西宮重逢，故事以兩人成功將「聲音」傳達給對方為結尾。大今有過一位女性友人，雖然她不是聽障，但大今一直對當時「無法聽見她的聲音、發現她的心思」感到後悔，是大今創作《聲之形》的主因。裡頭描繪的霸凌行為，大今沒有親身經歷，不過卻有切身的認知，因為她常從兄長和姊姊那邊聽到在學校經歷的麻煩事。其母從事手語翻譯，所以她也常聽說有關聽障者的故事。關於老師漠視霸凌的描寫，大今表示她在求學時早就知道部分老師都很敷衍且不可靠，對他們沒有任何期待。大今稱《聲之形》來自她當時所感受到的氛圍，同時也有加上她學生時代的親身體驗。單篇的原文標題，使用的並不是常用的日文新字体。大今從漢和辭典找到了這個漢字，這個字的組成有各自的涵義，有聲音（声）、有「耳」來聽、有「手」（殳），傳達的不只有聲音而已，透過這個字可以更容易了解主題。
單篇得獎後卻未能刊登在雜誌上，這讓大今感到很難受而大哭特哭，覺得沒有發表出來的漫畫就像沒有畫過一樣。所幸有人和她聊了很多，並且責編給了她第一份連載企劃——科幻小說《殼中少女》漫畫版，讓她心想還有很多該畫的東西，如果不拿起筆來畫《殼中少女》，是沒辦法再前進的。經過半年多的煎熬期後，《殼中少女》於《別冊少年Magazine》2009年10月號起開始連載。在連載《殼中少女》的過程中，大今也一邊確認自己能夠刊載些什麼、畫出些什麼。

### 連載階段

#### 劇情構想
單篇確定刊登於《別冊少年Magazine》2011年2月號後，大今稱自己終於能向前邁進了。大今下定決心，如果單篇贏得人氣，她就會將作品發展下去，如果沒有則開始畫一些新的東西。鑑於單篇刊載後的優異迴響，大今開始在《殼中少女》連載的同時，為《聲之形》連載收集資料和設計角色。大今在畫《殼中少女》第1卷的部分時就開始慢慢醞釀《聲之形》連載版的構想，當時她即認為如果發展成連載，故事就會以硝子自殺為發展方向。起初大今的安排是讓硝子墜樓身亡、將也沒能救她，然後再描寫硝子死後，將也受到衝擊而覺得非改變自己不可的過程。但在與人討論過後，劇情發展變成將也救到了硝子但自己卻墜樓，開頭將也的試膽跳水也成了這個發展的鋪陳。大今按照自己的想法，安排將也從理論上必死無疑的高度墜樓之後得以生還。她認為這樣的變動讓硝子「能用自己的方式發現全新的自己」，而將也的生命也能得到轉機。
關於將也與硝子，大今刻意讓兩人有很多共通點，像是名字裡都有，且主要是由母親帶大；兩人在漫畫中也常做出像鏡子一樣的反應。在互動描寫方面，大今說明道，兩人無論是在久別重逢還是硝子墜樓時都是右手牽右手，僅是形式上的連結；而在最終話的成人式上，將也與硝子為了表現出他們不再是霸凌者與被霸凌者的關係而握手，這次的握手是右手牽左手，形成兩人第一次真正的握手。對於將也與硝子的關係，大今認為兩人是否有戀愛關係尚有討論空間，至少最終話的握手場景，兩人僅是並肩面對過去而已。
連載剛開始那時，大今有了「是不是要有個結論才行」的煩惱。她表示，結論會讓故事更洗鍊，理應也是讀者所期望的。和當時的編輯長討論後，編輯長認為不需要結論，從此大今就不再煩惱結論的事，而是想要對各個場面拋出問題。例如小學篇裡決定硝子應不應該參加歌唱比賽，大今不從硝子的立場出發，而是描寫同學們和老師的立場。大今表示自己不知道誰最公正、誰在道德上做得最好、什麼樣的選擇可以皆大歡喜。她沒辦法自己找到答案，所以懷著純粹想要聽聞意見的想法來畫，在看到網路上各種「這個角色是錯的」「這樣是錯的」的意見時感到很開心。而看到有人表示對竹內老師感同身受，也讓大今感到安心。
大今表示，霸凌是《聲之形》的一個主題沒錯，但本作也是多人群戲，無法明確地找到想傳達的事物；真要說的話，就是將也與硝子以異常的方式相遇，卻能相互喜歡。大今覺得，讀者看了有關霸凌的故事會渴望一個結論，但她不會說本作是霸凌的故事，而是「溝通」的故事。大今心目中的主題，是溝通問題所導致的、作為結果的霸凌，以及溝通帶來的心理變化，她也想要描繪「人與人之間互相傳達自己的想法的難度」。

#### 角色安排
在設定角色時，大今是先將設定圖畫出來，再根據圖決定角色的名字。大今覺得男主角將也有「灰色」的感覺，故將他的姓氏設定為石田。名字「將也」取自大今國中時的後輩，心中想到的形象是大今小時候的哥哥。女主角硝子的角色特質定案後，大今決定用「shoko」的發音來設定名字。硝子的角色原型是大今以前認識的人，大今在不擅與人相處時期對他的態度即反映在將也對硝子的態度上。結絃的名字也可寫作，不過大今選擇樂器弦的而不是弓弦的，因為結絃扮演著傳遞聲音、撮合將也和硝子的角色。打定主意要發展成連載版當時，大今得到了和聲優林原惠對談的機會，就以林原的形象設計了結絃。硝子的祖母名字取自大今的責任編輯的奶奶，「糸」和較早定案的「結絃」可以有所連結。系僅在1話和番外篇中登場，大今稱，系是為了描寫硝子一家而存在的角色，原本戲份較多，後為了避免使主線失焦而刪減。將也的姊姊在故事中從不露臉的設定是大今刻意為之，因為把臉畫出來就會賦予角色意義，進而影響故事。
永束的命名緣由是大今認為這個角色要「擴展朋友圈（友宏），長久凝聚友情（永束）」，該角色的友誼觀念和大今也較為接近。對於植野，大今覺得有「花」比較適合，後來確定為「直花」，意指「筆直綻放的花」，而姓氏取自大今國中時美術社的前輩。佐原修長苗條的身材是以大今高中時的同學為原型。對於美樹，大今參考姊姊討厭的人，取了「川井美樹」這個好念的名字，「美樹」在日文中諧音「可愛」純屬巧合。真柴的角色設定圖定案後，大金覺得「真」字很適合放在他的名字裡，讀音和漢字並沒有太大含義。島田像是揮舞大旗搧動眾人的角色，所以大今將他取名為「一旗」。廣瀨和竹內老師的名字都是透過設定圖決定。
在角色安排上，本作約有八個主要角色。大今表示，她覺得主要角色們有如她自己的分身一樣，都由她在感情和經驗上的極端所形成，是讓人腦中浮現「就是這種感覺」的典型角色。每個角色都有各自的想法，並表現在台詞和態度上。她也安排了常見的角色對比手法，不過是以極端的方式呈現：「如果說硝子是壓抑心情的忍耐型角色，那相反地，植野就是想到什麼說什麼的角色。如果有個想獨佔朋友的角色（永束），反過來就會有個樂於保持距離的角色（真柴）。（……）畢竟在設計對立角色時，經常出現的就是與主角想法相反的人呢。」
在單行本第6卷的內容中（第46話起），大今刻意將描寫侷限於發生在各個角色身上的事實和他們的心情，沒有越線。她稱，每個角色都有想改也改不了的特徵和性格，相當於硝子的先天聽障，所以自我察覺個性後，就看要不要接受了。大今說明道：「把目標放在更高處、不斷追求改變的角色（佐原），今後也會繼續如此吧。雖把自認可愛這點當成污點，但發現可以接納這點，便更加厚臉皮地活下去，這樣的角色（川井）也是有的。」與之相比，對硝子的描寫顯然不夠，大今表示，她在單篇版的分鏡階段有畫出硝子的想法，不過當時的編輯認為「沒有的話不是更有意思嗎」，大今覺得合理，就採用了這個作法。

#### 取景
連載版的舞台設定在岐阜縣大垣市，有很多畫面的背景取自真實風景。第2卷中，將也帶著姪女去玩的遊樂設施取景自大垣公園，公園的周遭步道也有出現在漫畫的其他地方。第3卷硝子向將也告白的橋是座落於水門川的新大橋。硝子餵鯉魚的橋是參考美登鯉橋畫成，也是許多重要劇情發生的地方。第4卷將也看到結絃因為祖母過世而哭泣，結絃所站的地方是四季廣場的瀑布隧道（滝のトンネル）。第40話中，將也與硝子出遊的地方是岐阜縣養老町養老公園的養老天命反轉地（養老天命反転地）。

## 合作活動
2013年11月，NHK教育頻道節目為《聲之形》製作專題特集，於該月3日和10日兩週連播，片長各15分鐘。2014年8月23日，為了紀念《週刊少年Magazine》創刊55週年，大今良時在名古屋舉辦簽名會。2015年2月7日至2月22日間，大今良時原畫展在東京澀谷的GoFa畫廊舉辦。2015年4月4日至7月26日，展覽「人權漫畫五十選」在東京舉辦，本作是其中之一。
2015年4月，神奈川縣施行《神奈川縣手語條例》（神奈川県手話言語条例），並與《聲之形》合作推出散頁手冊，目的為促進手語普及。2015年6月，在全日本聾啞聯盟的監修下，根據本作改編的真人DVD影片由東映出品，當作道德教育用途，片長30分鐘。《聲之形》也與大今家鄉的岐阜足球俱樂部合作。2015年7月12日，岐阜足球俱樂部在岐阜紀念中心長良川競技場與橫濱足球俱樂部比賽的同時，體育場內也舉辦了大今的原畫展和簽名會，並邀請到日本聾啞室內足球協會的女子代表選手到場。

## 話數列表
| 收錄卷數 | 話數（雜誌期號） | 來源   |
| -------- | --- | ------ |
| 第1卷    | - 第1話 石田將也（）（《週刊少年Magazine》2013年第36·37合併號） - 番外篇 7個月前（）（《Magazine SPECIAL》2013年9號） - 第2話 無可奈何的事情（）（《週刊少年Magazine》2013年第38號） - 第3話 哈哈哈哈哈（）（《週刊少年Magazine》2013年第39號） - 第4話 吃屎吧西宮（）（《週刊少年Magazine》2013年第40號） - 第5話 拒絕人類（）（《週刊少年Magazine》2013年第41號） | [ 63 ] |
| 第2卷    | - 第6話 為什麼（）（《週刊少年Magazine》2013年第42號） - 第7話 雖然放棄過（）（《週刊少年Magazine》2013年第43號） - 第8話 所謂朋友（）（《週刊少年Magazine》2013年第44號） - 第9話 見面的資格（）（《週刊少年Magazine》2013年第45號） - 第10話 太好了太好了（）（《週刊少年Magazine》2013年第46號） - 第11話 那種表情（）（《週刊少年Magazine》2013年第47號） - 第12話 姊姊（）（《週刊少年Magazine》2013年第48號） - 第13話 掙扎（）（《週刊少年Magazine》2013年第49號） - 第14話 西宮結絃（）（《週刊少年Magazine》2013年第50號）                                                                              | [ 64 ] |
| 第3卷    | - 第15話 令人開心的事（）（《週刊少年Magazine》2013年第51號） - 第16話 奪走的東西（）（《週刊少年Magazine》2013年第52號） - 第17話 有意義的存在（）（《週刊少年Magazine》2014年第1號） - 第18話 完全沒興趣（）（《週刊少年Magazine》2014年第2·3合併號） - 第19話 貓的心情（）（《週刊少年Magazine》2014年第4·5合併號） - 第20話 理由（）（《週刊少年Magazine》2014年第6號） - 第21話 朋友遊戲（）（《週刊少年Magazine》2014年第7號） - 第22話 想要了解（）（《週刊少年Magazine》2014年第8號） - 第23話 月（）（《週刊少年Magazine》2014年第9號）                                                                 | [ 65 ] |
| 第4卷    | - 第24話 變化（）（《週刊少年Magazine》2014年第10號） - 第25話 錯覺（）（《週刊少年Magazine》2014年第11號） - 第26話 相似的兩人（）（《週刊少年Magazine》2014年第12號） - 第27話 討厭（）（《週刊少年Magazine》2014年第13號） - 第28話 回信（）（《週刊少年Magazine》2014年第14號） - 第29話 外婆（）（《週刊少年Magazine》2014年第15號） - 第30話 支柱（）（《週刊少年Magazine》2014年第16號） - 第31話 信（）（《週刊少年Magazine》2014年第17號） - 第32話 糖漿（）（《週刊少年Magazine》2014年第18號） - 番外篇 姊妹（）（《Magazine SPECIAL》2014年6號）                                                     | [ 66 ] |
| 第5卷    | - 第33話 BIG FRIEND "N"（）（《週刊少年Magazine》2014年第19號） - 第34話 我不想去（）（《週刊少年Magazine》2014年第20號） - 第35話 出色的（）（《週刊少年Magazine》2014年第21·22合併號） - 第36話 想要的東西（）（《週刊少年Magazine》2014年第24號） - 第37話 永遠維持現狀（）（《週刊少年Magazine》2014年第25號） - 第38話 疑心生暗鬼（）（《週刊少年Magazine》2014年第26號） - 第39話 終究是外人（）（《週刊少年Magazine》2014年第27號） - 第40話 約會遊戲（）（《週刊少年Magazine》2014年第28號） - 第41話 大家（）（《週刊少年Magazine》2014年第29號） - 第42話 煙火（）（《週刊少年Magazine》2014年第30號） | [ 67 ] |
| 第6卷    | - 第43話 試膽（）（《週刊少年Magazine》2014年第31號） - 第44話 禍害（）（《週刊少年Magazine》2014年第32號） - 第45話 徒勞無功？（）（《週刊少年Magazine》2014年第33號） - 第46話 永束友宏（）（《週刊少年Magazine》2014年第34號） - 第47話 佐原美代子（）（《週刊少年Magazine》2014年第35號） - 第48話 川井美樹（）（《週刊少年Magazine》2014年第36·37合併號） - 第49話 真柴智（）（《週刊少年Magazine》2014年第38號） - 第50話 植野直花（）（《週刊少年Magazine》2014年第39號） - 第51話 西宮硝子（）（《週刊少年Magazine》2014年第40號） - 第52話 寂靜（）（《週刊少年Magazine》2014年第41號）                 | [ 68 ] |
| 第7卷    | - 第53話 朝著橋（）（《週刊少年Magazine》2014年第42號） - 第54話 朝著你（）（《週刊少年Magazine》2014年第43號） - 第55話 回家（）（《週刊少年Magazine》2014年第44號） - 第56話 上學（）（《週刊少年Magazine》2014年第45號） - 第57話 重啟（）（《週刊少年Magazine》2014年第46號） - 第58話 成果（）（《週刊少年Magazine》2014年第47號） - 第59話 前途（）（《週刊少年Magazine》2014年第48號） - 第60話 何者（）（《週刊少年Magazine》2014年第49號） - 第61話 畢業（）（《週刊少年Magazine》2014年第50號） - 最終話 聲之形（）（《週刊少年Magazine》2014年第51號）                                                | [ 69 ] |

## 出版書籍
| 卷數 | 講談社         | 講談社                 | 東立出版社    | 東立出版社             | 備註                                  |
| 卷數 | 發售日期       | ISBN                   | 發售日期      | ISBN                   | 備註                                  |
| ---- | -------------- | ---------------------- | ------------- | ---------------------- | ------------------------------------- |
| 1    | 2013年11月15日 | ISBN 978-4-06-394973-5 | 2014年12月3日 | ISBN 978-986-365-008-9 |                                       |
| 2    | 2014年1月17日  | ISBN 978-4-06-395004-5 | 2014年12月3日 | ISBN 978-986-365-009-6 |                                       |
| 3    | 2014年3月17日  | ISBN 978-4-06-395036-6 | 2015年5月14日 | ISBN 978-986-365-010-2 | 附錄：初期設定集                      |
| 4    | 2014年6月17日  | ISBN 978-4-06-395111-0 | 2015年5月28日 | ISBN 978-986-365-011-9 |                                       |
| 5    | 2014年8月16日  | ISBN 978-4-06-395165-3 | 2015年7月9日  | ISBN 978-986-365-738-5 |                                       |
| 6    | 2014年10月17日 | ISBN 978-4-06-395221-6 | 2015年8月21日 | ISBN 978-986-382-054-3 | 附錄：大今良時×有村架純『聲之形』對談 |
| 7    | 2014年12月17日 | ISBN 978-4-06-395268-1 | 2015年11月9日 | ISBN 978-986-382-463-3 |                                       |

公式漫迷手冊
| 卷數 | 講談社        | 講談社                 | 東立出版社    | 東立出版社             | 內容                                                                                            |
| 卷數 | 發售日期      | ISBN                   | 發售日期      | ISBN                   | 內容                                                                                            |
| ---- | ------------- | ---------------------- | ------------- | ---------------------- | ----------------------------------------------------------------------------------------------- |
| 全   | 2016年9月16日 | ISBN 978-4-06-393068-9 | 2017年7月31日 | ISBN 978-986-486-281-8 | - 彩色插圖 - 單篇版 - 重製版 - 《聲之形》一問一答 - 《聲之形》主要角色解說 - 《聲之形》長篇訪談 |

### 海外發行
| 國家與地區 | 譯本語言 | 譯名                  | 出版社                                    | 出版卷數（出版年份）   | 備註          |
| ---------- | -------- | --------------------- | ----------------------------------------- | ---------------------- | ------------- |
| 美國       | 英語     | A Silent Voice        | Kodansha Comics USA Crunchyroll（網路版） | 1－7（2015年－2016年） | [ 80 ]        |
| 法國       | 法語     | A Silent Voice        | Ki-oon                                    | 1－7（2015年－）       | [ 81 ]        |
| 西班牙     | 西班牙語 | A Silent Voice        | Milky Way Ediciones                       | 1－7                   | [ 82 ]        |
| 義大利     | 義大利語 | A Silent Voice        | Star Comics                               | 1－7（2015年）         | [ 83 ] [ 84 ] |
| 德國       | 德語     | A Silent Voice        | Egmont Manga                              | 1－7（2016年－2017年） | [ 85 ]        |
| 俄羅斯     | 俄語     | Форма голоса          | Истари комикс                             | 1－7（2016年－2018年） | [ 86 ]        |
| 波蘭       | 波蘭語   | Kształt twojego głosu | Kotori                                    | 1－7（2017年－2018年） | [ 87 ]        |
| 韓國       | 韓語     | 목소리의 형태         | 대원씨아이                                | 1－7                   |               |
| 泰國       | 泰語     | รักไร้เสียง              | รักพิมพ์ พับลิชชิ่ง（Luckpim Publishing）        | 1－7                   | [ 88 ]        |
| 印尼       | 印尼語   | The Shape of Voice    | M&C!                                      | 1－7（2014年－2016年） | [ 89 ]        |

### 小说版
- 大今良时（原作・绘图） / 仓桥耀子（文） 『小说 声之形』 讲谈社〈讲谈社青鸟文库〉、全2卷
  1. 「上」2019年3月14日发行（同日发售）、ISBN 978-4-06-515212-6
    1. 2022年出版预定 人民文学出版社 ISBN 978-7-02-017314-3

  2. 「下」2019年4月25日发行（同日发售）、ISBN 978-4-06-515224-9
    1. 2022年出版预定 人民文学出版社 ISBN 978-7-02-017315-0

## 迴響

### 評價
2008年，單篇版入選第80屆《週刊少年Magazine》漫畫新人獎，雜誌上刊登了同雜誌漫畫家真島浩的評語：「完成度多麼高的一部作品啊。老實說我被感動到了。作者挑戰殘障和霸凌的困難題材，又描繪得如此出色，值得鼓掌。作者不過十來歲就能畫出這樣的故事，我很看好她的前途。可惜的是，最後一幕在畫面構成上有些難以理解。這本來可以是很棒的一幕，但時間和空間有點錯亂。若有將回憶和現實情況的漫畫格分清楚的功力就好了。」
重製版發表於《週刊少年Magazine》2013年第12號之後，媒體整理了讀者的感想。有讀者表示內容雖然沉重且令人傷心，但仍深受感動，希望能永久收藏。連載開始後，根據責任編輯的說法，本作的雜誌問卷排名並沒有什麼起落，一般時候都稱不上高。不過故事進入轉折時排名會上揚，讓編輯感受到其實一直都有很多讀者在追這篇連載。
動畫新聞網的尼克·克里默（Nick Creamer）為每一卷單行本個別寫評論，對故事的平均評分為A，畫功為B+，整題為A-。克里默認為，本作的故事相當非凡，角色刻畫具有深度，作者繪製人物的表現不錯。他點出有部分戲劇性表現太刻意或過頭，且角色畫風有改善空間。克里默給最終卷劇情的評價僅有B-，指摘結局太長且不夠聚焦。

### 銷量表現
2013年11月18日，即單行本第1卷發行後3天，已轉任《Magazine SPECIAL》編輯長的朴鐘顯宣布庫存供不應求，緊急大量重刷。2014年1月15日發行的《週刊少年Magazine》2014年第7號宣布單行本第1卷銷量已突破40萬冊。本作共7卷單行本，每一卷在發行頭幾週都成功進入Oricon的漫畫週銷量榜，其中名次最佳的是第4卷，首週登上第5名，而首週銷量最佳的則是第7卷，有136,238冊。2016年9月，改編電影帶動單行本銷量，讓單行本重回Oricon榜。截止至2016年6月，單行本全7卷的銷量已超過250萬冊，至2016年9月時已突破300萬冊。2016年，本作的英語版單行本第6卷在發行首週登上美國《紐約時報》日本漫畫銷量榜第四，第7卷發行頭兩週分別排名第二和第八。
| 卷數  | 首週銷量  | 最高名次 | 累積銷量 （截至2016年10月16日） |
| ----- | --------- | -------- | ------------------------------- |
| 第1卷 | 31,714冊  | 第19名   | 594,272冊                       |
| 第2卷 | 60,975冊  | 第12名   | 550,664冊                       |
| 第3卷 | 109,833冊 | 第8名    | 512,912冊                       |
| 第4卷 | 112,818冊 | 第5名    | 488,631冊                       |
| 第5卷 | 42,099冊  | 第11名   | 439,648冊                       |
| 第6卷 | 86,131冊  | 第7名    | 439,358冊                       |
| 第7卷 | 136,238冊 | 第9名    | 477,561冊                       |

### 獲獎
| 日期                                                                      | 國別 | 獎項                                        | 類別         | 獲獎對象             | 結果       | 来源                    |
| ------------------------------------------------------------------------- | ---- | ------------------------------------------- | ------------ | -------------------- | ---------- | ----------------------- |
| 2008年                                                                    | 日本 | 第80屆週刊少年Magazine漫畫新人獎            | 不適用       | 《聲之形》（原版）   | 入選       | [ 5 ]                   |
| 2014年3月3日（候補名單） 2014年3月25日（得獎名單）                        | 日本 | 第18屆手塚治虫文化獎                        | 讀者投票獎   | 《聲之形》（連載版） | 候補       | [ 109 ] [ 110 ]         |
| 2014年4月2日（候補名單） 2014年5月9日（得獎名單）                         | 日本 | 第38屆講談社漫畫獎                          | 不適用       | 《聲之形》（連載版） | 候補       | [ 111 ] [ 112 ]         |
| 2014年9月19日                                                             | 日本 | 2014年度Natalie漫畫大獎                     | 不適用       | 《聲之形》（連載版） | 第1名      | [ 113 ]                 |
| 2014年12月10日                                                            | 日本 | 這本漫畫真厲害！2015                        | 男性篇       | 《聲之形》（連載版） | 第1名      | [ 114 ] [ 115 ]         |
| 2014年12月20日                                                            | 日本 | 2014年必讀漫畫排行（コレ読んで漫画ランキング）                      | 不適用       | 《聲之形》（連載版） | 第4名      | [ 116 ] [ 117 ]         |
| 2015年1月19日（提名名單） 2015年3月24日（最終名次）                       | 日本 | 漫畫大賞2015                                | 不適用       | 《聲之形》（連載版） | 第3名      | [ 118 ] [ 119 ]         |
| 2015年2月24日（候補名單） 2015年3月31日（得獎名單） 2015年5月22日（頒獎） | 日本 | 第19屆手塚治虫文化獎                        | 新生獎       | 《聲之形》（連載版） | 獲獎       | [ 121 ] [ 122 ]         |
| 2016年3月22日                                                             | 日本 | 2016年SUGOI JAPAN Award                     | 漫畫部門     | 《聲之形》（連載版） | 提名       | [ 123 ]                 |
| 2016年1月15日                                                             | 美國 | 2016年青少年圖書館服務協會（YALSA）最佳漫畫 | 不適用       | 《聲之形》（連載版） | 入選       | [ 124 ] [ 125 ] [ 126 ] |
| 2016年3月22日                                                             | 日本 | 這個裝訂真厲害！～漫畫裝訂大獎～2015（この装丁がすごい！～漫画装丁大賞～2015）    | 完結獎       | 《聲之形》（連載版） | 獲獎       | [ 127 ]                 |
| 2016年4月（入圍名單） 2016年7月（得獎名單）                               | 美國 | 艾斯納獎                                    | 最佳亞洲作品 | 《聲之形》（連載版） | 提名       | [ 128 ] [ 129 ]         |
| 2016年                                                                    | 法國 | 第12屆MANGAWA獎                             | 少年部門     | 《聲之形》（連載版） | 獲獎       | [ 130 ]                 |
| 2016年12月5日                                                             | 日本 | 話題事物番付表                              | 不適用       | 《聲之形》（連載版） | 東前頭16枚 | [ 131 ]                 |
| 2017年7月19日－7月23日                                                    | 韓國 | 富川國際漫畫節                              | 海外漫畫獎   | 《聲之形》（連載版） | 獲獎       | [ 132 ]                 |

## 改編電影
2014年11月19日，改編動畫的製作消息和漫畫最終話一同刊載於《週刊少年Magazine》2014年第51號。2014年12月17日單行本最終卷發售，書腰上宣布改編動畫的形式將是劇場版。劇場版以《電影版 聲之形》為標題，2015年10月14日宣布由京都動畫製作，山田尚子擔任導演。2016年4月8日公開官方網站與製作人員，吉田玲子負責編劇，人物設計由西屋太志擔任。電影配樂由牛尾憲輔譜寫，主題曲為aiko演唱的關於戀愛的事。入野自由、早見沙織、悠木碧、小野賢章及金子有希等人為片中的主要角色配音。大今參與了劇本監修。電影於2016年9月17日在日本院線上映，並於2017年2月至6月間在全球各地上映。《電影版 聲之形》收穫了影評人的普遍好評，日本票房達23億日元。該片於第40回日本電影金像獎頒獎典禮上榮獲優秀動畫作品獎。

## 備註
1. ↑  不過在日文中，和在指樂器的弦時可以通用[35]。
2. ↑  發音：Forma Golosa。直譯自日文標題。
3. ↑  意思為「你的聲音的形狀」。
4. ↑  發音：moksori e hyeongtae。直譯自日文標題。
5. ↑  發音：rák rái sǐyaŋ。意思為「無聲的愛戀」。
6. ↑  由讀者從官方給出的20部候選作品中選出一部得獎作品。
7. ↑  由編輯票選。